# Santeuil (Val-d’Oise)
Santeuil ist eine französische Gemeinde mit 660 Einwohnern (Stand 1. Januar 2022) im Département Val-d’Oise der Region Île-de-France; sie gehört zum Arrondissement Pontoise und zum Kanton Pontoise. Die Einwohner nennen sich Santeuillais bzw. Santeuillaises.

## Geographie
Die Gemeinde Santeuil befindet sich 40 Kilometer nordwestlich von Paris. Sie liegt im Regionalen Naturpark Vexin français.
Nachbargemeinden von Santeuil sind Moussy im Westen, Brignancourt im Norden, Marines im Nordosten, Frémécourt im Osten, Us im Südosten sowie Le Perchay im Südwesten.

## Geschichte
Gallo-römische Funde bezeugen eine frühe Besiedlung des Ortes.

## Bevölkerungsentwicklung

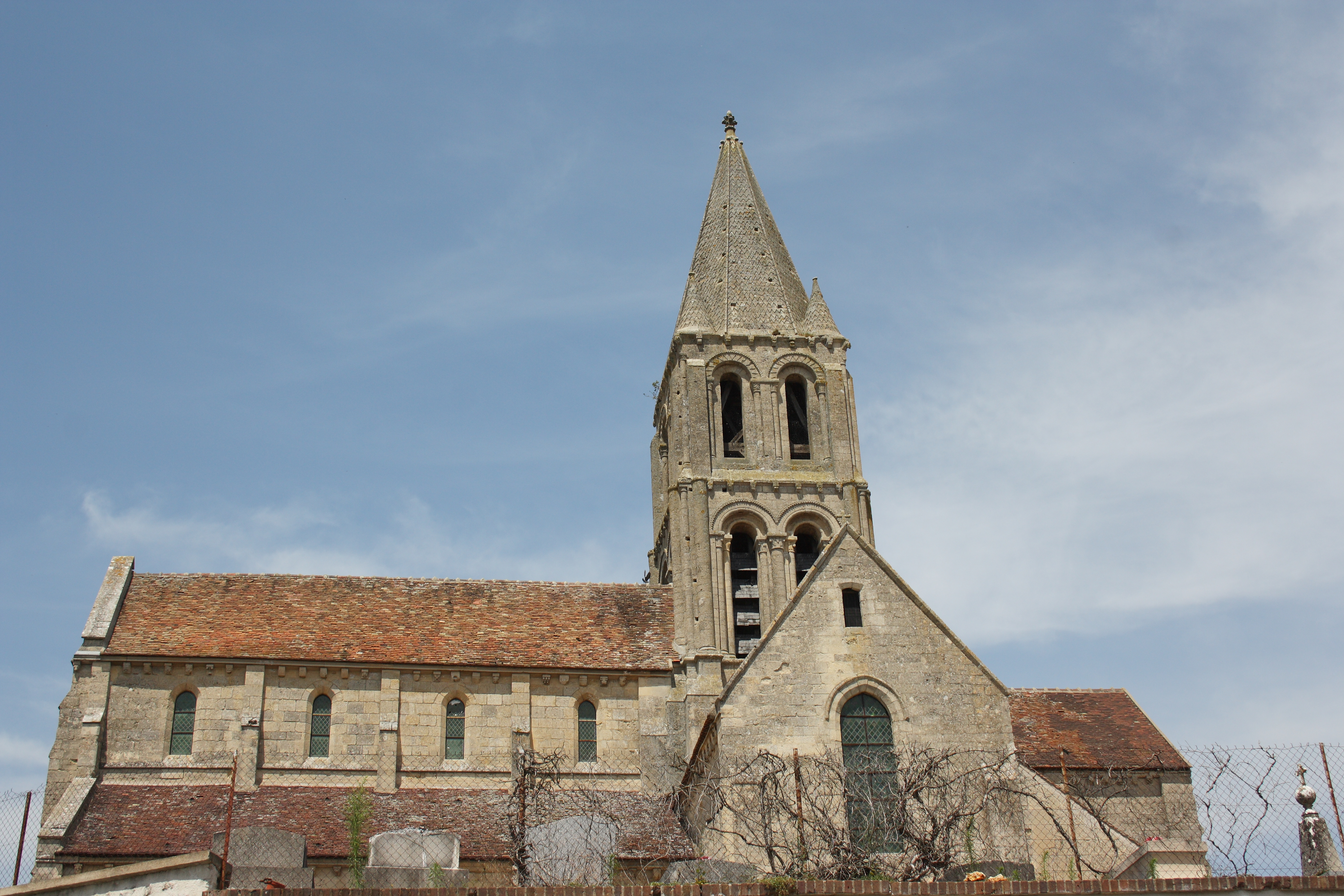
Kirche Saint-Pierre-Saint-Paul

| Jahr      | 1962 | 1968 | 1975 | 1982 | 1990 | 1999 | 2007 |
| Einwohner | 242  | 282  | 309  | 442  | 562  | 578  | 601  |

## Sehenswürdigkeiten
Siehe auch: Liste der Monuments historiques in Santeuil (Val-d’Oise)
- Kirche Saint-Pierre-Saint-Paul, erbaut im 12./13. Jahrhundert (Monument historique)
- Steinkreuz auf dem Friedhof, 15. Jahrhundert (Monument historique)